# West Fairlee
West Fairlee ist eine Town im Orange County des Bundesstaates Vermont in den Vereinigten Staaten mit 621 Einwohnern (laut Volkszählung von 2020).

## Geografie

### Geografische Lage
West Fairlee liegt im Osten des Orange Countys. Es gibt mehrere Seen auf dem Gebiet der Town. So befindet sich im südlichen Teil der Middle Brook Pond und im Südosten von West Fairlee der Lake Fairlee. Mehrere Flüsse durchfließen in südöstlicher Richtung die Town, darunter im Südwesten der Ompompanoosuc River. Die Oberfläche ist hügelig. Die höchste Erhebung ist der 511 m hohe Spaulding Hill.

### Nachbargemeinden
Alle Entfernungen sind als Luftlinien zwischen den offiziellen Koordinaten der Orte aus der Volkszählung 2010 angegeben.
- Norden: Bradford, 7,6 km
- Osten: Fairlee, 4,5 km
- Süden: Thetford, 4,4 km
- Südwesten: Strafford, 15,9 km
- Westen: Vershire, 11,8 km
- Nordwesten: Corinth, 7,9 km

### Klima
Die mittlere Durchschnittstemperatur in West Fairlee liegt zwischen −9,44 °C (15 °Fahrenheit) im Januar und 18,3 °C (65 °Fahrenheit) im Juli. Damit ist der Ort gegenüber dem langjährigen Mittel der USA um etwa 9 Grad kühler. Die Schneefälle zwischen Mitte Oktober und Mitte Mai liegen mit mehr als zwei Metern etwa doppelt so hoch wie die mittlere Schneehöhe in den USA. Die tägliche Sonnenscheindauer liegt am unteren Rand des Wertespektrums der USA, zwischen September und Mitte Dezember sogar deutlich darunter.

## Geschichte
Benning Wentworth vergab den Grant für Fairlee am 9. September 1761 an Josiah Chauncey, Joseph Hubbard und weiteren. Der Grant von Fairlee gehörte zu den New Hampshire Grants. Er umfasste auch das Gebiet der heutigen Town West Fairlee. Die Besiedlung startete 1766, der erste Siedler in Fairlee war John Baldwin. In West Fairlee war der erste Siedler im Jahr 1778 Elijah Blood. Er siedelte in einer Gegend, die heute als Blood Brook bekannt ist. Am 2. Februar 1797 wurde der westliche Teil abgespalten und die Town West Fairlee gegründet. Die Grenze zwischen den Towns verläuft in nordsüdlicher Richtung und führte durch das Zentrum der ursprünglichen Town.
Bis zur Eröffnung der Ely Copper Mine, einer Kupfermine im Südosten der Town Vershire, war der Haupterwerbszweig der Bewohner die Land- und Holzwirtschaft. Die Town untergliederte sich in Village Canton, heute als West Fairlee Village bekannt und in West Fairlee Center im Middle Brook Valley. Danach zogen viele Minenarbeiter nach West Fairlee, die Town erlebte ein großes Bevölkerungswachstum und die Einwohnerzahlen stiegen über 1000 Bewohner. Ein Hotel, drei Einzelhandelsläden, ein Geschäft für Möbel, ein Juwelier, ein Geschäft für Kutschen, ein Schmied, Sägemühle, Mietstall und weitere Händler und Handwerker siedelten sich an.
Die Mine wuchs zur größten Kupfermine der Vereinigten Staaten, ging jedoch im Jahr 1883 bankrott. Es gab noch zwei Versuche, von 1885 bis 1890 und erneut 1900, die Mine wieder zu beleben, jedoch schlugen diese fehl. Nach der Schließung der Mine zogen die Minenarbeiter aus West Fairlee fort, mit Ihnen viele Händler und die Einwohnerzahl sank um die Hälfte ab.
Im Jahr 1909 zerstörte ein Feuer einen Teil des Villages, einschließlich des Hotels, mehreren Geschäften, des Mietstalls und einigen Wohnhäusern. Ein Jahr später zerstörte ein zweites Feuer den Whitney Block, ein großes Geschäftshaus, in dem sich der größte Teil der verbliebenen Geschäfte des Villages befand. Sieben Jahre später brannte noch der Eastman Block in dem sich die letzten Geschäfte befanden. Es wurde nur wenig wieder aufgebaut, da die geschrumpfte Bevölkerung diese Geschäfte nicht mehr benötigte. West Fairlee entwickelte sich zurück zur Farmwirtschaft als wirtschaftliche Basis.

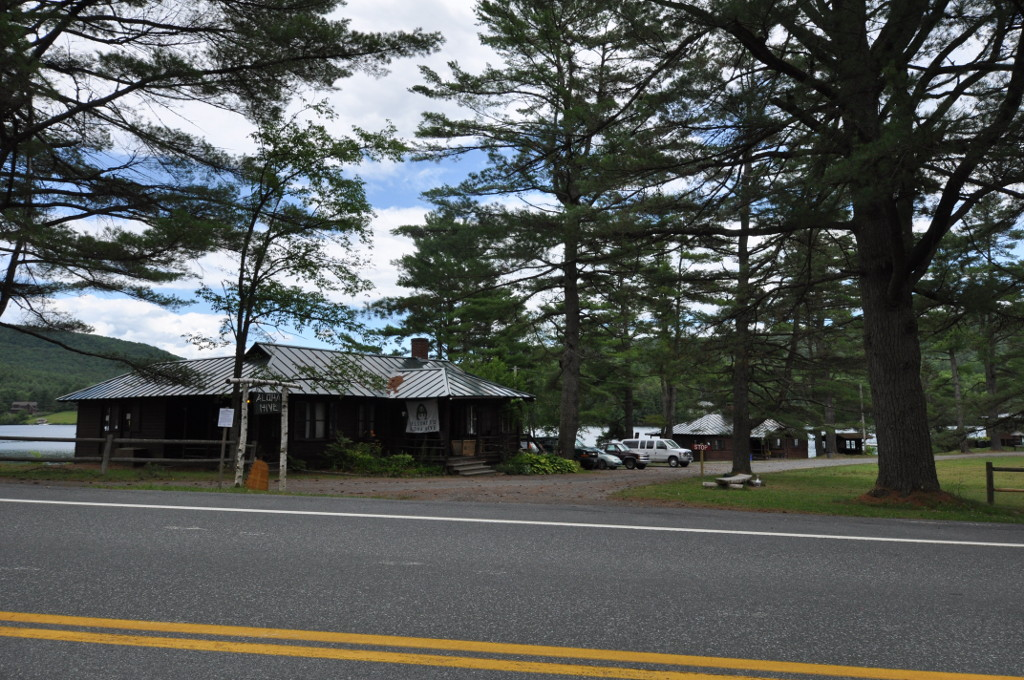
Aloha Hive Camp

Das Aloha Hive Camp am Lake Fairlee ist ein Sommercamp für Mädchen von 7 bis 12 Jahren. Es ist zwischen Mitte Juni und Ende August geöffnet. Eine Vielzahl von Aktivitäten werden angeboten. Es wurde 1915 gegründet und die Gebäude sind seit 2003 im National Register of Historic Places gelistet.

### Einwohnerentwicklung
| Jahr      | 1800 | 1810 | 1820 | 1830 | 1840 | 1850 | 1860 | 1870 | 1880 | 1890 |
| --------- | ---- | ---- | ---- | ---- | ---- | ---- | ---- | ---- | ---- | ---- |
| Einwohner | 391  | 983  | 1143 | 841  | 824  | 696  | 830  | 833  | 1038 | 561  |
| Jahr      | 1900 | 1910 | 1920 | 1930 | 1940 | 1950 | 1960 | 1970 | 1980 | 1990 |
| Einwohner | 531  | 446  | 387  | 405  | 428  | 363  | 333  | 337  | 427  | 633  |
| Jahr      | 2000 | 2010 | 2020 | 2030 | 2040 | 2050 | 2060 | 2070 | 2080 | 2090 |
| Einwohner | 726  | 652  | 621  |      |      |      |      |      |      |      |

## Wirtschaft und Infrastruktur

### Verkehr
Durch die Town führt in nordsüdlicher Richtung die Vermont State Route 113 von Vershire im Norden nach Thetford im Süden. Sie folgt dem Verlauf des Ompompanoosuc Rivers. Östlich, entlang des Lake Fairlee verläuft die Vermont State Route 244 von Thatford nach Fairlee. Die Bahnstrecke White River Junction–Lennoxville hatte eine Haltestelle in Fairlee.

### Öffentliche Einrichtungen
Es gibt kein Krankenhaus in West Fairlee. Das Gifford Medical Center in Randolph oder das Dartmouth-Hitchcock Medical Center in Hanover sind die nächstgelegenen Krankenhäuser.

### Bildung
West Fairlee gehört mit Vershire, Westshire, Fairlee und Orford, New Hampshire zumRivendell Interstate School District, zu dem Schulen in Vermont und New Hampshire gehören. In West Fairlee befindet sich die Westshire Elementary School, die gemeinsam mit Schülerinnen und Schülern aus Vershire genutzt wird. Sie bietet Klassen von Pre-Kindergarten bis zum vierten Schuljahr.
In Fairlee befindet sich an der State Route 113 die West Fairlee Free Public Library.

## Persönlichkeiten

### Söhne und Töchter der Stadt
- Eben Pomeroy Colton (1829–1895), Farmer und Vizegouverneur von Vermont
- Tara Geraghty-Moats (* 1993), Skispringerin, Nordische Kombiniererin und Biathletin
- Albert Sands Southworth (1811–1894), Fotopionier und bedeutender Porträtfotograf

### Persönlichkeiten, die vor Ort gewirkt haben
- Stephen Thomas (1809–1903), Unternehmer, Anwalt, Offizier und Vizegouverneur von Vermont